# Ceunamprong
Ceunamprong is een bestuurslaag in het regentschap Aceh Jaya van de provincie Atjeh, Indonesië. Ceunamprong telt 478 inwoners (volkstelling 2010).